# Eddie Levert
Edward Willis Levert, mer känd som Eddie Levert, född 16 juni 1942 i Bessemer, Alabama, är en amerikansk singer-songwriter och skådespelare. Han är mest känd som medlem i gruppen The O'Jays.